# Igor Jurjewitsch Kobsarew
Igor Jurjewitsch Kobsarew (russisch Игорь Юрьевич Кобзарев; * 15. Oktober 1932 in Leningrad; † 20. Januar 1991 in Moskau) war ein russischer theoretischer Teilchenphysiker.
Igor Kobasarew war der Sohn von Juri Kobsarew (1905–1992), einem Funk- und Radarspezialisten, der Mitglied der Sowjetischen Akademie der Wissenschaften war und Abteilungsleiter an deren Institut für Radiotechnik und Elektronik. Er wurde ein Schüler von Isaak Pomerantschuk am Institut für Theoretische und Experimentelle Physik (ITEP), an dem er später Wissenschaftler war.
Kobsarew befasste sich mit der Physik der Kaonen, Struktur von Hadronen, spontanem Symmetriebruch in der Kosmologie (mit Lew Okun untersuchte er 1974 Domänenwände in der Kosmologie) und Allgemeiner Relativitätstheorie. Mit Pomerantschuk und Okun schlug er in den 1960er Jahren die Existenz von Spiegelwelten in der Kosmologie vor, die mit dem bekannten Universum nur gravitativ wechselwirken, eine Idee die mit Brane-Kosmologie in den 1990er Jahren neu belebt wurde.
Neben Physik befasste er sich auch mit Philosophie.

## Schriften
- mit Yuri Manin Elementary Particles. Mathematics, Physics and Philosophy, Kluwer 1989
- Newton und seine Zeit, 1978 (russisch)
- Herausgeber: Einstein Abhandlungen 1980–1981 (Einsteinovski Sbornik), Nauka, Moskau 1985 (russisch)